# Bernat Mallol
Bernat Mallol (? segle xiv — Santes Creus, 1428) fou un monjo de Santes Creus i cronista català, autor d'una història inèdita de Catalunya del segle xiii i d'un Compendi de les coses del monestir de Santes Creus. Va fixar per escrit la llegenda de Galceran de Pinós (segle xvi), recollida al còdex 459 de l'Archivo Histórico Nacional.